# Carl Erxleben (Politiker, 1814)

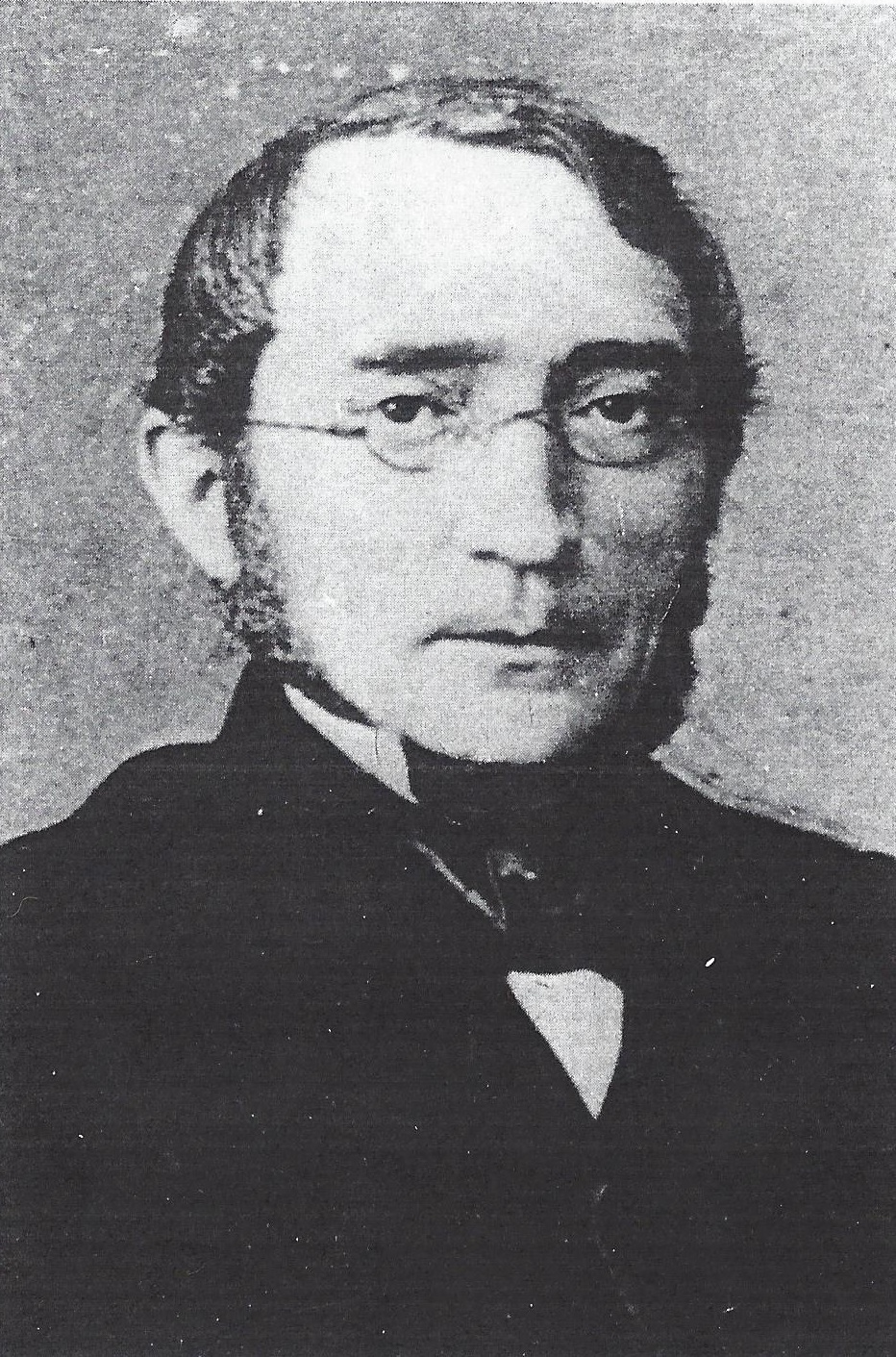
Carl Erxleben (MdR)

Carl August Christian Friedrich Erxleben (* 10. November 1814 in Lauenburg/Elbe; † 7. Juni 1884 in Hannover) war ein deutscher Verwaltungsjurist und Ministerialbeamter. Von 1862 bis 1865 war er Finanzminister im Königreich Hannover. 1867 wurde er in den Konstituierenden Reichstag des Norddeutschen Bundes gewählt. Bei der Reichstagswahl 1871 kam er in den Reichstag (Deutsches Kaiserreich).

## Leben
Erxleben besuchte das Gymnasium in Lüneburg. Er studierte Rechtswissenschaft an der Georg-August-Universität Göttingen und der Friedrich-Wilhelms-Universität Berlin. Anschließend trat er in den Staatsdienst ein. Erxleben wurde 1842 Hilfsarbeiter im Finanzministerium des Königreichs Hannover. Zwischen 1848 und 1854 war er vortragender Rat im Finanzministerium. Im Jahr 1851 wurde er zum Finanzrat ernannt. Seit 1854 war er Oberzollrat im Oberzollkollegium. Im vierten Ministerium unter Georg V. wurde Erxleben am 9. Dezember 1862 Finanzminister. Er war eines von vier liberalen Mitgliedern der Regierung. In seine Amtszeit fiel die Einführung des Allgemeinen Deutschen Handelsgesetzbuches. Weil die Einführung eines demokratischeren Wahlrechts verzögert wurde, trat er im September 1865 zurück.
Er gehörte nach der Annexion Hannovers seit 1867 dem Reichstag des Norddeutschen Bundes und 1867 und 1868 dem Preußischen Abgeordnetenhaus an. Von 1871 bis 1874 war er Mitglied des Deutschen Reichstages für die Deutsch-Hannoversche Partei. Einer Fraktion gehörte er nicht an.